# Alcochete
Alcochete is een plaats en gemeente in het Portugese district Setúbal.
De gemeente heeft een totale oppervlakte van 133 km² en telde 13.010 inwoners in 2001.

## Plaatsen in de gemeente
De gemeente bestaat uit de volgende freguesias:
- Alcochete;
- Samouco;
- São Francisco.

## Luchthaven
De bestaande internationale luchthaven van Lissabon ligt midden in de stad en zorgt voor overlast. Er bestaan al decennia plannen voor een geheel nieuwe luchthaven in Alcochete. In 2010 werd al een start gemaakt, maar een paar maanden later werd de bouw stilgelegd door de kredietcrisis. Het vliegveld zou vier start- en landingsbanen krijgen en een capaciteit van 50 miljoen passagiers op jaarbasis. Medio 2022 besloot de regering de nieuwe luchthaven alsnog te bouwen. In 2026 start de bouw van de luchthaven Alcochete en als alles volgens plan verloopt komt deze in 2035 in gebruik. Omstreeks dezelfde tijd worden de activiteiten op de huidige luchthaven, Aeroporto Humberto Delgado, gestaakt en wordt deze vervolgens gesloopt.